# Xantomatosi
Per  xantomatosi, termine definito talvolta  anche come xantelasmosi, si intende una qualunque condizione causata dal deposito di lipidi.
in particolare si tratta di un deposito di colesterolo ematico e delle LDL a livello della pelle e dei tendini.

## Tipologia
Fra le varie forme, le più studiate in campo medico sono:
- Xantomatosi cerebrotendinea
- Xantomatosi disseminata
- Xantomatosi intestinale[1]
- Morbo di Hand-Schuller-Christian

## Sintomatologia
Interessa principalmente cute ed organi interni. Fra le manifestazioni associate, iperlipoproteinemia e paraproteinemia. 

## Eziologia
Il difetto viene causato da una mutazione genetica.
L'inibizione della NPC1L1 con Ezetimibe ha condotto a una regressione della xantomatosi insieme ad una riduzione dei livelli ematici di colesterolo e steroli vegetali .